# Chalcidoseps thwaitesi
Chalcidoseps thwaitesi är en ödleart som beskrevs av  Günther 1872. Chalcidoseps thwaitesi ingår i släktet Chalcidoseps och familjen skinkar.
Artens utbredningsområde är Sri Lanka. Inga underarter finns listade i Catalogue of Life.